# Вант-Гофф, Якоб Хендрик
Якоб Хендрик (Хенри) Вант-Гофф (нидерл. Jacobus Henricus (Henry) van 't Hoff; 30 августа 1852, Роттердам — 1 марта 1911, Берлин) — нидерландский химик, один из основателей стереохимии и химической кинетики, первый лауреат Нобелевской премии по химии (1901) с формулировкой «в знак признания огромной важности открытия законов химической динамики и осмотического давления в растворах».

## Биография

### Ранние годы
Якоб Хендрик Вант-Гофф родился 30 августа 1852 года в Роттердаме. Его семья принадлежала к старинному нидерландскому роду. Отец Якоба, Якоб Хендрик Вант-Гофф — старший, был врачом, а мать, Алида Якоба Колф, — домохозяйкой. Он был третьим ребёнком в семье и имел четырёх братьев и двух сестёр.
В возрасте восьми лет Якоб пошёл в частную школу, расположенную вблизи Роттердама. Это была школа с широкой программой. В ней преподавали естественные и гуманитарные науки, иностранные языки, рисование и пение. Уже здесь начали проявляться выдающиеся способности будущего учёного. Наибольших успехов он добился в области математики и физики.
В 1867 году, в возрасте пятнадцати лет, Вант-Гофф успешно прошёл вступительные испытания и поступил в четвёртый класс пятиклассной высшей городской школы. В этой школе основное внимание уделялось изучению естественных наук и математики. Именно здесь будущий учёный увлёкся химией и начал проводить свои первые эксперименты.
В 1869 году, после окончания школы, Якоб отправился в Делфт, где поступил в Политехническую школу, желая получить диплом химика-технолога. Больше всего времени Вант-Гофф уделял химии и математике. Он усердно занимался учёбой, что позволило ему окончить школу за два года вместо трёх.
Во время первых студенческих каникул Вант-Гофф отправляется на практику. Она проходила на сахарном заводе в Северном Брабанте. Во время практики начинающий учёный занимался определением концентрации сахара с помощью поляриметра. Эту работу он находил бездумной и однообразной, но именно однообразие и рутина технологических операций пробудили в нём желание более глубоко понимать химические процессы.

### Студенческие годы
В октябре 1871 года Вант-Гофф становится студентом Лейденского университета. Он, как и всегда усердно занимается, увлекается поэзией и философией. У него даже появляется мысль целиком посвятить себя поэзии. Но его первые опыты в этом направлении оказываются неудачными, и он вновь возвращается на путь химика-исследователя.
Вскоре Вант-Гофф понимает, что для серьёзного изучения современной химической науки ему следует перейти в другой университет. Он переезжает в Бонн и начинает работу в Боннском университете, где в то время профессором химии был Фридрих Август Кекуле.
После зачисления Вант-Гофф немедленно приступил к экспериментальным исследованиям. Кекуле сразу обращает внимание на выдающееся трудолюбие Вант-Гоффа, однако вскоре между профессором и практикантом возникает конфликт, вызванный желанием Кекуле использовать знания и способности Вант-Гоффа для выполнения собственных исследований. В одном из своих писем к родителям Вант-Гофф писал:

Маленький спор с профессором Кекуле: у него возникли новые идеи о камфоре и терпентине, и он хочет использовать нескольких лаборантов для обработки их, то есть он хочет нескольких внесших плату лаборантов превратить в неоплачиваемых частных ассистентов. Я этого предложения не принял и был вынужден искать собственную тему для разработки, и теперь, когда я занят этой темой, профессор Кекуле ко мне относится не так, как прежде, и продолжает привлекать новых ассистентов.

В итоге Вант-Гофф решил покинуть лабораторию Кекуле. Но для успешного продолжения работы ему было необходимо получить от профессора удостоверение об успешности своей экспериментальной работы. Однако, дело закончилось благополучно. После долгих исследований Ванг-Гофф представил свои результаты профессору. К удивлению молодого учёного, профессор после недолгого диалога сказал: «Удостоверение вы получите, и очень хорошее». Действительно, 17 июня 1873 года Вант-Гофф получил от Кекуле своё удостоверение. Кроме того, профессор посоветовал молодому учёному продолжить свои исследования в каком-нибудь другом университете. Прежде чем последовать совету Вант-Гофф отправился в Утрехт, где 22 декабря 1873 года успешно сдал докторский экзамен, дающий ему права добиваться докторской степени.
В январе 1874 года Вант-Гофф отправился в Париж для продолжения своих исследований в области органической химии в лаборатории Шарля Адольфа Вюрца. В этой лаборатории Вант-Гофф знакомится с А. Р. Геннингером и Ж. А. Ле Белем, которые впоследствии стали его близкими друзьями. Однако уже в конце октября 1874 года Вант-Гофф, получив соответствующее удостоверение от Вюрца, возвращается в Утрехт. Здесь он в течение нескольких месяцев заканчивает студенческое образование и 22 декабря 1874 года защищает докторскую диссертацию, посвящённую синтезу цианоуксусной и малоновой кислот.

### Начало научной деятельности
Незадолго до защиты докторской диссертации, в сентябре 1874 г., публикует на голландском языке небольшую брошюру под длинным названием «Предложение изображать применяемые в настоящее время структурные формулы в пространстве и связанное с этим замечание о соотношении между оптической вращательной способностью и химической конституцией органических соединений». Позднее, в конце 1875 г., эта брошюра вышла в переводе на немецком языке, в переводе ассистента И. Висцелиуса Ф. Германа.
Занимаясь подготовкой переиздания статьи на французском языке, Вант-Гофф был озабочен поисками работы. В этом отношении ему долго не везло, и он был вынужден давать частные уроки. Лишь в марте 1876 г. ему удалось получить должность доцента химии Ветеринарной школы в Утрехте.
После выхода немецкого издания брошюры Вант-Гоффа, с ней смогли ознакомиться многие учёные. Однако Взгляды Вант-Гоффа неожиданно подверглись резкой критике со стороны авторитетных химиков. Одними из наиболее весомых противников идей Вант-Гоффа были М. Бертло и Г. Кольбе. Последний даже позволил себе довольно прямолинейно и грубо выражаться в сторону Вант-Гоффа. Однако уже к концу 70-х годов XIX века значительная часть химиков признала стереохимическую теорию. Многие эксперименты подтвердили её применимость на практике. Также впоследствии была точно установлена связь оптической вращательной способности молекул с присутствием в них асимметрического атома углерода.

### Работа в Амстердамском университете (1877—1895)
Благодаря рекомендациям друзей 26 июня 1877 г. Вант-Гофф получает приглашения занять должность лектора Амстердамского университета. Уже через год, в возрасте 26 лет, он становится профессором химии, минералогии и геологии (а впоследствии и физической химии). Первые несколько лет Вант-Гофф посвятил организации и обустройству химической лаборатории. В период с 1878 по 1884 г. он опубликовал лишь несколько статей, так как был поглощён преподавательской работой и устройством лаборатории.
С переездом в Амстердам связано большое событие в личной жизни Вант-Гоффа. В 1878 г. он сделал предложение Йохане Францине Меес (дочери купца из Роттердама), которую давно любил. 27 декабря того же года состоялась их свадьба. У них родилось 2 дочери, Йохана Францина (1880 год) и Алейда Якоба (1882 год), и 2 сына, Якобс Хендрикус (1883 год) и Говерт Якоб (1889 год). Более 30 лет жена была его верным и любимым другом.
В 1881 году вышла книга Вант-Гоффа «Воззрения по органической химии», работу над которой он начал ещё в Утрехте. В этой книге учёный попытался установить взаимную связь между строением веществ и их физическими и химическими свойствами. Однако эта попытка не имела особого успеха, и на сегодняшний день эта книга мало кому известна. Однако для самого Вант-Гоффа эта книга стала важной ступенью развития. При работе над этой книгой он пришёл к проблеме химического сродства, к признанию значения химической термодинамики и к проблемам химического равновесия и скорости химических реакций. Можно считать, что с этого момента Вант-Гофф начал заниматься физической химией.
В 1884 году выходит наиболее известная книга Вант-Гоффа «Очерки по химической динамике». Появление этой книги ознаменовало рождение физической химии. Вант-Гофф впервые широко использовал принципы термодинамики и математические методы для анализа и объяснения наблюдаемых химических процессов. В весьма небольшой по объёму книге Вант-Гофф представил в концентрированной форме большой и весьма важный для понимания природы и механизма химических реакций материал. Несмотря на это, появление этой книги поначалу не вызвало никакой реакции в химическом мире. Химики не просто не заметили появления этой книги, а некоторые её положения оказались для них малопонятными.
Через год, 14 октября 1885 г., Вант-Гофф представляет для публикации новую теоретическую работу «Химическое равновесие в системах газов и разбавленных растворов», опубликованную в 1886 г. Эта работа является продолжением и детализацией получивших вполне самостоятельное значение представлений, высказанных в общей форме в «Очерках по химической динамике». Вскоре после появления работы «Химическое равновесие в системах газов и разбавленных растворов» шведский учёный Сванте Аррениус выдвинул свою знаменитую теорию электролитической диссоциации. Появление этой теории самым непосредственным образом связано с работой Вант-Гоффа.
В 1887 г. В. Оствальд вместе с Я. Г. Вант-Гоффом и С. А. Аррениусом основал международный «Журнал физической химии» (Zeitschrift fur phys. Chemie) в Лейпциге, получивший широкое распространение и признание среди химиков. Этот журнал приобрёл огромное значение в развитии и продвижении новых идей физической химии. Уже в первом томе этого журнала появились важнейшие статьи Вант-Гоффа и Аррениуса.
После опубликования работ по химической динамике и равновесию имя Вант-Гоффа получило широкую известность в учёном мире. В то же время он по-прежнему тратил много времени на преподавание в Амстердамском университете. Помимо лекций он руководил исследованиями в созданной им лаборатории, куда со временем потянулось большое число практикантов и учёных, чтобы работать под руководством знаменитого учёного.
В период с 1888 по 1895 г. Вант-Гофф в основном занимается развитием ранее высказанных идей, в основном в области теории растворов. В то же время он опубликовал несколько статей по стереохимии и термодинамике. Большой интерес вызывает работа «О твёрдых растворах и об определении молекулярного веса в твёрдом состоянии», в которой Вант-Гофф пытался показать, что закономерности, полученные им для жидких растворов, могут быть в некоторых случаях применены и к твёрдым смесям. Этой статьёй Вант-Гофф положил начало теории твёрдых растворов, которую он разрабатывал в дальнейшем.

### Работа в Берлинском университете
К середине 1890-х годов преподавательские обязанности начинают тяготить Вант-Гоффа. Желая обеспечить себе комфортные условия для проведения исследований, в 1895 г. он принимает весьма почётное предложение Берлинской академии наук и Берлинского университета перейти на должность профессора университета, не обязанного читать курсы лекций. 30 января 1896 г. Вант-Гофф был избран действительным членом Прусской академии наук.
В марте 1896 г. Вант-Гофф переезжает в Берлин, где он сразу же приступает к исследованиям в новой области — к изучению условий образования природных залежей солей океанического происхождения. В первую очередь учёного интересовали причины и механизмы образования известных Стассфуртских месторождений солей, расположенных около города Магдебург. Данная работа представляет собой смелую попытку использовать законы физической химии для объяснения геохимических процессов. Развитие этой темы позволило осветить экспериментально и теоретически одну из важнейших областей геологии.
Обширные исследования по выяснению условий образования отложений солей Стассфуртского месторождения Вант-Гофф вёл в сотрудничестве со своим учеником и другом Вильгельмом Мейергоффером, родившимся в России, талантливым и вполне самостоятельным учёным, ранее занимавшимся солевыми равновесиями, отличавшимся оригинальностью и в теоретических воззрениях.

### Последние годы жизни, смерть

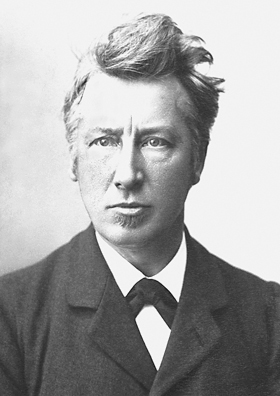

В 1896 г. Мейергоффер вместе с Вант-Гоффом основал небольшую частную лабораторию в Берлине, где и была выполнена основная масса исследований, посвящённых Стассфуртским месторождениям. Работы продолжались около 10 лет и полученные результаты публиковались в докладах Прусской академии наук. Всего появилось 52 сообщения. Исследования условий образования океанических отложений солей и полученные результаты приобрели большое значение в геологии и минералогии, а также в химии. Они стали исходными для более широких исследований, ведущихся в этом направлении до настоящего времени.
В 1901 г. Вант-Гофф первым из химиков получил Нобелевскую премию «в признание огромной важности открытия законов химической динамики и осмотического давления в растворах».
Совместная работа Вант-Гоффа и Мейергоффера, продолжавшаяся в течение десяти лет, была исключительно плодотворной. Но в 1905 г. она внезапно прервалась из-за серьёзной болезни Мейергоффера. 21 апреля 1906 г. Мейергоффер скончался. Вант-Гофф тяжело пережил смерть своего друга и сотрудника. К этому моменту он сам начал чувствовать недомогание: появились признаки тяжёлого лёгочного заболевания — туберкулёза.
Вант-Гофф не хотел сдаваться. Он искал новую область для проведения широких систематических исследований. В конце 1905 г. он принял решение посвятить себя изучению синтетического действия энзимов. Имея большой опыт в исследованиях стереохимии и осмотического давления, учёный хотел теперь заняться решением вопросов биохимии.
Однако прогрессировавшая болезнь воспрепятствовала его намерениям. Запланированные исследования пришлось прервать. Последние годы его жизни были омрачены потерей нескольких близких ему людей — родственников и коллег.
15 декабря 1910 г. Вант-Гофф окончательно слег. Его попытки через несколько недель снова взяться за работу оказались тщетными. 1 марта 1911 г. он умер.

## Научная деятельность

### Стереохимия
Вант-Гофф является одним из основателей стереохимии. Его брошюра «Предложение изображать применяемые в настоящее время структурные формулы в пространстве и связанное с этим замечание о соотношении между оптической вращательной способностью и химической конституцией органических соединений», опубликованная в 1874 году на голландским языке и впоследствии переведённая на немецкий и французский языки, подверглась жёсткой критике со стороны прославленных химиков того времени. Однако со временем идеи, которые Вант-Гофф изложил в этой брошюре, получили широкое распространение.
Вант-Гофф предложил представлять четырёхвалентный атом углерода в виде тетраэдров. На основании этой идеи учёный предположил, что появление оптической вращательной способности молекул может быть связано с присутствием в них асимметрического атома углерода (атома углерода связанного с четырьмя разными заместителями). Эта предположение является наиболее важной идеей стереохимической теории. Впоследствии было проведено множество экспериментов, подтверждающих эту идею.

### Физическая химия

#### Химическая динамика и кинетика
В 1884 году Вант-Гофф выпускает свою книгу «Очерки по химической динамике». Появление этой книги знаменует рождение физической химии как таковой. Вант-Гофф, по существу, впервые широко использовал здесь при трактовке химических процессов принципы термодинамики и математические методы. Приступая к работе над книгой, Вант-Гофф понимал, что ему придётся на основе отдельных, разрозненных и немногочисленных фактов, установленных его предшественниками, дать принципиальную схему количественного описания химического процесса.
В этой работе Вант-Гофф формулирует понятие «молекулярное превращение» и, базируясь на молекулярно-кинетических представлениях, даёт классификацию таких превращений по числу молекул, принимающих участие в реакции. Он вводит понятия константы скорости реакции, моно-, ди- и тримолекулярных реакцией и формулирует важное положение: «Ход химического превращения характеризуется исключительно числом молекул, при взаимодействии которых происходит превращение».
Пользуясь конкретными примерами реакций, Вант-Гофф выявляет закономерности моно-, би- и многомолекулярных реакций и даёт выражения для их скоростей в виде хорошо известной формулы
{\displaystyle dc/dt=kc^{n},}
где {\displaystyle c} — концентрация реагентов, {\displaystyle n} — число молекул участвующих в реакции ({\displaystyle n} = 1 — мономолекулярные, {\displaystyle n} = 2 — бимолекулярные и т. д.), {\displaystyle k} — константа скорости реакции.
Вант-Гофф рассматривает влияние формы и размеров реакционных сосудов на ход реакций, пути подбора подходящей среды, действие стенок сосудов. В частности, приведены результаты опытов о влиянии покрытий внутренних стенок аппаратуры (например, маслом). Также он даёт обзор путей и методов определения числа молекул, принимающих участие в химическом превращении.
Вант-гофф рассматривает и влияние температуры на химическое превращение. В частности, на примере обратимой реакции {\displaystyle {\ce {N2O4 <=> 2 NO2}}} он выводит известное уравнение связывающее температуру с константами скоростей прямой {\displaystyle k'} и обратной {\displaystyle k''} реакций:
{\displaystyle d\ln k'/dT-d\ln k''/dT=q/2T^{2},}
где {\displaystyle q} — число калорий, выделившихся при переходе единицы второго вещества в первое при постоянном объёме.
На основании полученных данных Вант-Гофф тщательно анализирует различные случаи химического равновесия. Вант-Гофф отмечает тесную связь между скоростями превращений и равновесием. Он рассматривает равновесие как результат двух противоположных реакций, протекающих с определёнными скоростями, и приходит к ещё одной важной формуле:
{\displaystyle d\ln k'/dT-d\ln k''/dT=d\ln K/dT=q/2T^{2},}
где {\displaystyle K=k'/k''}. Этим самым он связывает константу равновесия с константами скоростей прямой и обратной реакции.

#### Физическая химия разбавленных растворов
В 1886 г. публикуется работа Вант-Гоффа под названием «Химическое равновесие в системах газов и разбавленных растворов». Основной целью данной работы была попытка установить ангиологии в законах, описывающих поведение газообразных систем и растворов.
Вант-Гофф рассматривает связь осмотического давления с другими физико-химическими параметрами. Описав прибор Пфеффера и предложенный им способ изготовления полупроницаемых перегородок, Вант-Гофф высказал важную идею об обратимости изменения осмотического давления. Используя представления о полупроницаемых перегородках, оказалось возможным осуществить для растворов обратимые круговые процессы и тем самым установить аналогию между газами и растворами. Таким образом, стало вполне очевидным, что законы газового состояния применимы и к описанию осмотического давления в разбавленных растворах.
Вант-Гофф теоретически и экспериментально доказал применимость законов Бойля, Гей-Люссака и формулы Клапейрона к разбавленным растворам. Из этого Вант-Гофф заключил, что и принцип Авогадро вполне применим к разбавленным растворам, а изотонические растворы должны быть эквимолекулярными.
Для разбавленных растворов Вант-Гофф вычислил значение газовой постоянной {\displaystyle R} в уравнении Клапейрона. Полученное им из измерений осмотического давления значение {\displaystyle R} оказалось близким к значению, полученному для идеальных газов. Однако в некоторых случаях (растворы минеральных кислот и солей) значение газовой постоянной отличалось. В связи с этим Вант-Гофф переписал уравнение Клапейрона в виде
{\displaystyle PV=iRT,}
где {\displaystyle P} — давление; {\displaystyle V} — объём; {\displaystyle T} — температура; {\displaystyle R} — газовая постоянная, имеющая такое же значение что и для газов; {\displaystyle i} — поправочный коэффициент, близкий к единице и зависящий от природы вещества, к которому уравнение относится (Вант-Гофф назвал этот коэффициент «коэффициентом активности»).
Так же Вант-Гофф показал, что
{\displaystyle i=5.6m\Delta ,}
где {\displaystyle m} — молекулярная масса вещества; {\displaystyle \Delta } — величина, на которую присутствие вещества (1 : 100) уменьшает давление водяного пара. Вант-Гофф предложил и другие способы определения коэффициента {\displaystyle i}, например через криоскопические или эбулиоскопические константы. Таким образом, Вант-Гофф предложил метод определения молекулярной массы вещества на основании физических свойств его раствора.

### Солевые равновесия
Вместе со своим другом Вильгельмом Мейергоффером, Вант-Гофф вёл обширные исследования по выяснению условий образования отложений солей Стассфуртского месторождения. Данные отложения имеют морское происхождение. Химический анализ Стассфуртских отложений показал, что их химический состав довольно сложен. Они в основном состоят из хлоридов, сульфатов и боратов натрия, калия, магния и кальция.
Вант-Гофф вместе с Мейергоффером установил, что главным фактором образования отложений солей является температура. В ряде случаев большую роль играет и время. Некоторые превращения, которые осуществлялись исследователями, требовали несколько месяцев. При этом влияние давления на кристаллизацию солей из многокомпонентных растворов оказалось незначительным.
В результате проведённых исследований было показано, что некоторые минералы не могли образоваться при температуре 25°С. Так, смеси кизерита ({\displaystyle {\ce {MgSO4*H2O}}}) и сильвина ({\displaystyle {\ce {KCl}}}) с примесью хлорида натрия, образующиеся из карналлита ({\displaystyle {\ce {KCl*MgCl2*6H2O}}}) и кизерита, могли выделиться лишь при значительно более высоких температурах. Несмотря на возникшие сомнения в возможности отложений солей при температурах выше 70 °С, путём сопоставлений состава минералов в отложениях было установлено, что их образование происходило в двух интервалах температур — при 25 °С и 83 °С.
В результате определений температур превращений в таких сложных смесях было получено несколько синтетических минералов, как содержащихся в Стассфуртских отложениях, так и не содержащихся в них.

## Наиболее важные труды Вант-Гоффа
- Sur les formules de structure dans l’Espace.— Arch. Neerl. Sci., 1874, t. 9, p. 445.
- Voorstel tot uitbreiding der tegenwoording in de scheikunde gebruikte structuurformules in de ruimte, benevens een daarmee samenhangende opmerking omtrent het verband tusschen optisch actief vermogen en chemische constitutie van organische verbindingen. Utrecht: J. Greven, 1874.
- Sur les formules de structure dans l’Espace.— Bull. Soc. chim. Paris. Ser. 2, 1875, t. 23, p. 295.
- Etudes de dynamique chimique. Amsterdam: F. Muller und Co, 1884.
- L’equilibre cbimique dans les systemes gazeux ou dissous a l’etat dilue.— Archv Neerl. Sci., 1886, t. 20, p. 239[8].
- Lois de l’equilibre chimique dans l’etat dilue, gazeux ou dissous.— Kgl. sven. vetenskapsakad. handl., 1886, t. 21, N 17[26].
- Über feste Lösungen und Molekulargewichtsbestimmung an festen Körpern.— Ztschr. phys. Chem., 1890, Bd. 5, S. 322[37].
- Vorlesungen uber Bildung und Spaltung von Doppesalzen. Dt. bearb. von Dr. Th. Paul. Leipzig: W. Engelman, 1897[38].
- Zur Bildung der oceanischen Salzablagerungen. Erstes Heft. Braunschweig: Vieweg und Sohn, 1905[35].
- Zur Bildung oceanischer Salzablagerungen. Zweites Heft. Braunschweig: Vieweg und Sohn, 1909[36].

## Награды и почётные звания
- Нобелевская премия по химии (1901)
- Медаль Дэви Лондонского королевского общества (1893)
- Иностранный член-корреспондент Петербургской Академии наук (1895)[39]
- Иностранный член Лондонского королевского общества (1897)
- Медаль Гельмгольца Прусской академии наук (1910)
- Член Нидерландской королевской академии наук (1885)
- Член Берлинской академии наук (1895)
- Член Королевской академии наук, Гёттинген (1892)
- Член Лондонского химического общества (1898)
- Член Американского химического общества (1898)
- Член Американской Национальной академии наук (1901)
- Член Парижской академии наук (1905)
- Учёные степени Чикагского, Гарвардского и Йельского университетов.

## Память
В 1970 году в честь Якоба Хендрика Вант-Гоффа был назван кратер на Луне.
Один из синтетических минералов, полученных во время работы Вант-Гоффа с Мейергоффером на Стассфуртском солевом месторожденияи, был назван в честь великого учёного — вантгоффит (Vanthoffite, {\displaystyle {\ce {Na5Mg(SO4)4}}}).